# 文星藝術大學附屬中學校及高學等校
文星藝術大學附屬中學校及高學等校是位於日本栃木縣宇都宮市睦町地區的私立完全中學，其中學校為男女混合教育，高等學校雖然也是男女混合教育，但大部分課程僅招收男性學生，目前僅少數名額開放讓女性學生報考。
該校棒球部在1960年代後曾經是栃木縣的棒球強校，至今已累計參加全國高等學校棒球錦標賽超過十次。

## 歷史
學校的歷史可以追溯至1911年成立的「宇都宮實用英語簿記學校」，1915年成為實業學校後改名為「宇都宮實業學校」，1922年再更名為「栃木縣宇都宮實業學校」。
1948年配合日本的學制改革更名為「宇都宮學園高等學校」，2003年更名為「文星藝術大學附屬高學等校」，2005年增設中學校。
最初原本僅招收男性學生，直到2011年中學校開始招收女性學生，並在2014年中學校第一批女性學生畢業時，開放讓女性學生可以直升至高等學校，使得高等學校也開始有女性學生，2018年高等學校進一步開放部分課程名額對外招收女性學生。